# Georges Schneider (Skirennfahrer)
Georges Schneider (* 11. Juli 1925 in Les Ponts-de-Martel; † 10. September 1963 in Oberrickenbach), genannt le Grand Georges, war ein Schweizer Skirennfahrer. Ende der 1940er und in den 1950er Jahren gehörte er zu den international erfolgreichsten Athleten in den Disziplinen Slalom und Riesenslalom. Für kurze Zeit war er Trainer der Schweizer Ski-Nationalmannschaft.

## Biografie
Georges Schneider wuchs in seinem Geburtsort Les Ponts-de-Martel auf. Er startete für den Skiclub La Chaux-de-Fonds. Erstmals trat er bei den Olympischen Winterspielen 1948 international in Erscheinung; in St. Moritz fuhr er im Slalom auf Platz 13. Zwei Jahre später konnte er den grössten Erfolg seiner Karriere feiern, als er bei den Weltmeisterschaften 1950 in Aspen in derselben Disziplin den Weltmeistertitel gewann. Weitere Medaillengewinne bei Grossanlässen blieben in der Folge aus. Bei den Olympischen Winterspielen 1952 in Oslo wurde er Fünfter des Riesenslaloms, vier Jahre später in Cortina d’Ampezzo 1956 (wo er während der Eröffnungsfeier Fahnenträger gewesen war) ebenfalls Fünfter im Slalom. Als 34-Jähriger nahm er 1960 in Squaw Valley zum vierten Mal an den Olympischen Winterspielen teil und wurde mit ungünstiger Startnummer 31. im Slalom.
Schneider konnte 1949 in St. Anton am Arlberg den Slalom der prestigeträchtigen Arlberg-Kandahar-Rennen für sich entscheiden, ausserdem 1956 und 1957 die Slaloms bei den Internationalen Skitagen am Chuenisbärgli in Adelboden. Insgesamt wurde er siebenmal Schweizer Meister. Zuletzt gewann er 1960 im Slalom (hinter Dölf Mathis) in Wildhaus, 1961 im Riesenslalom (hinter Roger Staub) in Crans-Montana und 1962 im Slalom (wieder hinter Dölf Mathis) am Pizol bei Wangs noch die Silbermedaille. In der Meisterschaft 1962 startete er aus Altersgründen nicht mehr als Mitglied der Schweizer Mannschaft.
Nach dem Tod seines Vaters Albert Schneider-Marchand im Jahr 1958 übernahm er zusammen mit seinem älteren Bruder Charles das familieneigene Sägewerk Sur-les-Bieds in Les Ponts-de-Martel, bevor die beiden Brüder in einem Tiefbauunternehmen arbeiteten. Schneider interessierte sich für viele weitere Sportarten, darunter besonders den Motocross, betätigte sich aber auch als Maler und Bildhauer und betrieb eine Bar in La Chaux-de-Fonds, die Grand Georges Bar. Nach dem Ende seiner Sportkarriere im Jahr 1960 wurde Schneider im August 1962 zum Trainer der Schweizer Ski-Nationalmannschaft ernannt. Ein Jahr später kam er bei einem Jagdunfall anlässlich eines Besuches bei dem mit ihm befreundeten Adolf Mathis ums Leben.
Zu Ehren von Georges Schneider führte der Ski-Club La Chaux-de-Fonds 1965 den jährlich stattfindenden Langlauf Mémorial Georges Schneider ein, der über 65 km durch die Freiberge führt.

## Erfolge

### Olympische Spiele
- St. Moritz 1948: 13. Slalom
- Oslo 1952: 5. Riesenslalom, 9. Abfahrt
- Cortina d’Ampezzo 1956: 5. Slalom, 17. Riesenslalom
- Squaw Valley 1960: 31. Slalom

### Weltmeisterschaften
- Aspen 1950: 1. Slalom, 5. Riesenslalom
- Åre 1954: 6. Riesenslalom

### Weitere Erfolge
- Sieger Arlberg-Kandahar-Rennen in St. Anton am Arlberg: Slalom 1949
- Sieger Internationale Adelbodner Skitage: Slalom 1956 und 1957
- Siebenfacher Schweizer Meister:
  - 5× Slalom (1951, 1954, 1956, 1957, 1958)
  - 1× Riesenslalom (1954)
  - 1× Kombination (1954)